# BUNNY LOVE/REAL LOVE 2010
「BUNNY LOVE/REAL LOVE 2010」（バニー・ラブ/リアル・ラブ・ツーサウザンドテン）は、日本のヴィジュアル系ロックバンド・BREAKERZの9作目のシングル。

## 概要
- 前作「激情/hEaVeN」から約4か月ぶりにして、2作連続での両A面シングル。
- 前作同様、後述の初回限定盤Aと初回限定盤Bで表題1曲目を入れ替えるパターンが採用された。
- 表題1曲目はレコチョク『レコチョク』のCMソングに起用され、前作に引き続きCMのタイアップを担当した。また、表題2曲目は「WINTER PARTY」以来6作ぶりにノンタイアップとなった。
- 今作はセクシーをコンセプトに制作され、カバーアートではメンバーがバニーボーイに扮している[1][2][3]。
- ジャケットの異なる初回限定盤Aと初回限定盤B、通常盤の3形態で発売された。特典として初回限定盤Aには表題1曲目のミュージッククリップとオフショット映像を収録したDVDが、初回限定盤Bには表題2曲目のミュージッククリップとオフショット映像を収録したDVDが、通常盤にはランダムで全4種類からなるトレーディングカードが同梱された。また、全形態購入者特典として特賞、BUNNY LOVE賞、REAL LOVE賞、LOVE LOVE賞からなる『BREAKERZ“ラブラブ♥”抽選会』と銘打った抽選会が催され、特賞ではBREAKERZのメンバーによる「お宅突撃訪問」が行われた[1][2][3]。
- オリコン週間チャート初登場4位を獲得[4]。9作連続でのトップ10入りと、3作連続でのトップ5入りを果たした。

## 収録曲
| 全作詞: DAIGO、全編曲: BREAKERZ。 |                                    |       |         |
| #                                 | タイトル                           | 作詞  | 作曲    |
| 1.                                | 「BUNNY LOVE」                     | DAIGO | AKIHIDE |
| 2.                                | 「REAL LOVE 2010」                 | DAIGO | DAIGO   |
| 3.                                | 「FAKE LOVE ～Acoustic Version～」 | DAIGO | AKIHIDE |

### 解説
1. BUNNY LOVE
欧米で性的誘惑のシンボルとされるウサギをモチーフに、肉食系セクシーのテーマで制作された楽曲[1][2][3]。
2. REAL LOVE 2010
1stアルバムの収録曲のリアレンジバージョン。
3. FAKE LOVE ～Acoustic Version～
1stミニアルバムの収録曲のアコースティックバージョン。

## 参加ミュージシャン
BREAKERZ
- DAIGO：Vocal & Chorus
- AKIHIDE：Guitar & Chorus、Synth Programming
- SHINPEI：Guitar & Chorus、Synth Programming

Support Musician
- 土橋誠：Drums (#1,2)
- IKUO：Electric Bass (#1,2)
- 加藤沙香菜：Additional Chorus (#1)

## タイアップ
- レコチョク『レコチョク』TV-CMソング (#1)

## 収録アルバム
- GO (#1)
- BREAKERZ BEST 〜SINGLE COLLECTION〜 (#1,2)